# Devadatta
Devadatta  (лат.) — род стрекоз подотряда равнокрылых, единственный в составе монотипического семейства Devadattidae. 

## Распространение
Юго-Восточная Азия (Вьетнам, Индонезия, Китай, Лаос, Малайзия, Таиланд, Филиппины).

## Описание
Стрекозы среднего размера (около 4 см), темноокрашенные, с бледными отметинам на груди и брюшке. Кончики крыльев затемнённые. 
Ранее род включали в состав семейства Amphipterygidae, но недавний молекулярный анализ митохондриальных ДНК показал явные отличия от других родов. В 2014 году было выделено новое семейство Devadattidae (Dijkstra et al. 2014), включающее единственный род. Более 10 видов.
Некоторые виды включены в Международную Красную книгу МСОП.
- Devadatta aran Dow et al., 2015
- Devadatta argyoides (Selys, 1859) typus[10]
  - = Tetraneura argyoides
- Devadatta basilanensis Laidlaw, 1934[11]
- Devadatta clavicauda Dow et al., 2015
- Devadatta cyanocephala Hämäläinen, Sasamota & Karube, 2006[4]
- Devadatta ducatrix Lieftinck, 1969[12]
- Devadatta glaucinotata Sasamoto, 2003[13]
- Devadatta kompieri Phan, Sasamoto & Hayashi, 2015 — Вьетнам[1].
- Devadatta multinervosa Fraser, 1933[14]
- Devadatta podolestoides Laidlaw, 1934[11]
  - =Devadatta filipina Needham & Gyger, 1939
- Devadatta somoh Dow et al., 2015
- Devadatta tanduk Dow et al., 2015
- Devadatta yokoii Phan, Sasamoto & Hayashi, 2015 — Лаос[1].